# سدریک ژاندو
سدریک ژاندو (انگلیسی: Cédric Jandau؛ زادهٔ ۲ نوامبر ۱۹۷۶) بازیکن فوتبال اهل فرانسه است.